# Русское историко-родословное общество в Америке
Русское историко-родословное общество в Америке — научная генеалогическая организация российской эмиграции, имеющая своей целью сохранение и изучение истории русских дворянских родов.

## История
Русское историко-родословное общество (ИРО) в Америке было создано в Нью-Йорке в 1937 году и действовало до середины 1960-х годов. Инициатором его создания был Л. М. Савёлов, который в 1903 году был организатором и вдохновителем Историко-родословного общества (ИРО) в Москве, одной из старейших научных генеалогических организаций России. Русское историко-родословное общество в Америке продолжало традиции Московского ИРО в эмиграции и приняло за образец его Устав.
По уставу ИРО предусматривались три категории членства. Почетными членами избирались видные учёные, известные своими научными трудами, или лица, оказавшие обществу особые услуги; действительными членами — лица, зарекомендовавшие себя трудами по генеалогии и семейной истории; членами-соревнователями — лица, сочувствовавшие целям общества и желавшие участвовать в его деятельности. Действительными членами могли избираться только потомственные дворяне.
В соответствии с Уставом цель общества заключалась «в научной разработке истории российского дворянства во всех проявлениях его прошлой жизни и разработке истории отдельных дворянских родов». Члены ИРО помимо генеалогических исследований пытались сохранить дворянские родовые архивы, занимались описанием русских некрополей.
Печатным изданием американского общества с 1939 по 1963 был журнал «Новик», редакторами которого были в разные годы были: Л. М. Савёлов (1939—47), Н. Д. Плешко  (1947—57), В. Г. Сенютович-Бережной (1957—63). Американский журнал издавался в традициях российского издания общества — «Летописей Историко-родословного общества в Москве».
Продолжателями дела Московского ИРО в эмиграции стали также Русское историко-родословное общество в Париже (1930-е годы), Русское историко-генеалогическое общество в Бельгии (основано в 1932).